# Peter van Loenhout
Peter van Loenhout (1959) is een Nederlands kunstschilder en grafisch ontwerper.

## Schilderstijl
Zijn schilderijen zijn vaak met zandkleuren gemaakt. Hij schildert het liefst met het zand van de bodem waar hij zich dan bevindt, van het grijze uit zijn tuin tot het rode van de Cevennen. Daaroverheen schildert hij vormen en kleuren die hij in reactie op elkaar en de omgeving neerzet. Hij maakt abstracte schilderijen, maar ook van mensen en dieren.

## Televisie
De Nederland 1-huisstijl die tussen 1996 en 1999 werd gebruikt, is ontworpen door Van Loenhout. De 'idents' van deze huisstijl hebben ook kleuren van zand en klei als basiskleuren met daaroverheen gefilmde taferelen, waaronder bijna altijd een uil en vrouwenogen. De muziek is geschreven door Edwin Schimscheimer.
Voor deze vormgeving won hij in 1997 in Los Angeles de Internationale BDA Television Design Award.